# Calomys laucha
Calomys laucha је врста глодара из породице хрчкова (лат. Cricetidae).

## Распрострањење
Ареал врсте покрива средњи број држава. Врста је присутна у Уругвају, Бразилу, Аргентини, Боливији и Парагвају.

## Станиште
Станиште врсте су планине.

## Начин живота
Број младунаца које женка доноси на свет је обично 4-8. Период од зачећа до окота је 25 дана.

## Угроженост
Ова врста је наведена као последња брига, јер има широко распрострањење и честа је врста.